# Stirling University and Falkirk Ladies Football Club
Maillots
Actualités
Le Stirling University and Falkirk Ladies Football Club est un club écossais de football féminin, basé à Stirling. Le club participe à la première division du championnat d'Écosse de football féminin depuis 2015. L'équipe dispute des matchs au Gannochy Sports Centre.

## Histoire
Le club est fondé en 2015 par la fusion de deux clubs, le Stirling University FC et le Falkirk Ladies FC. La fusion est organisée en 2014 et dès la première saison, la nouvelle équipe remporte le championnat d'Écosse de deuxième division. 
Lors de sa première saison dans l'élite écossaise, le club termine à la septième place. En 2016, le club améliore sa performance en prenant une belle quatrième place.

## Palmarès
- Championnat d'Écosse deuxième division
  - Vainqueur en 2014